# Make Up Your Mind
Singles de EARTH
Is This Love
(2001) Color of Seasons
(2001)
 Make Up Your Mind  (écrit en capitales : MAKE UP YOUR MIND) est le cinquième single du groupe féminin de J-pop EARTH, sorti le 8 août 2001 au Japon sur le label Sonic Groove, six mois après le précédent single du groupe, Is This Love. Il atteint la 38e place du classement Oricon, et reste classé pendant deux semaines.
C'est un maxi-single contenant cinq titres : deux chansons et leurs versions instrumentales, ainsi qu'une version remixée supplémentaire de la chanson-titre. Celle-ci a été utilisée comme générique d'ouverture de l'émission télévisée Rank Oniku. Elle est écrite et composée par Hiroaki Hayama, claviériste de Tourbillon, tandis que la « face B » If you Need My Love est de T2ya. Le groupe cessant ses activités peu après, elles ne figureront sur aucun album.

## Liste des titres
1. MAKE UP YOUR MIND
2. If you need my love
3. MAKE UP YOUR MIND (EARTH vs MAJI NA DAMU Free Style mix)
4. MAKE UP YOUR MIND (instrumental)
5. If you need my love (instrumental)